# Premio Proa de Novela
El Premio Proa de Novela es un premio literario de novela en lengua catalana creado en 2019 por el sello Proa (del Grup 62). Se trata de un premio literario a obra inédita, de periodicidad anual, abierto a todo el mundo y dotado con 40.000 €.
La creación del premio coincidió con el final del monopolio de Proa en la publicación de la obra ganadora del premio Sant Jordi. Proa había publicado el premio Sant Jordi de una manera ininterrumpida entre 2001 y 2017. Se publica en mes de noviembre, con el objetivo de cubrir la temporada de Navidad.

## Galardonados
| Edición | Año  | Obra ganadora           | Autor           | Ref   |
| ------- | ---- | ----------------------- | --------------- | ----- |
| 1.ª     | 2019 | La teva ombra           | Jordi Nopca     | [ 5 ] |
| 2.ª     | 2020 | La casa de foc          | Francesc Serés  | [ 6 ] |
| 3.ª     | 2021 | El país de l'altra riba | Maite Salord    | [ 7 ] |
| 4ª      | 2022 | Mater                   | Martí Domínguez | [ 8 ] |